# اچ‌دی ۱۹۲۶۹۹
اچ‌دی ۱۹۲۶۹۹ یک ستاره است که در صورت فلکی عقاب قرار دارد.